# Pogwizdów (Miechów)
Pour les articles homonymes, voir Pogwizdów.
Pogwizdów est une localité polonaise de la gmina de Charsznica, située dans le powiat de Miechów en voïvodie de Petite-Pologne.